# Aéroport de Prince Albert-Glass Field
L'aéroport de Prince Albert-Glass Field est un aéroport situé en Saskatchewan, au Canada.

## Compagnies et destinations
| Compagnies | Destinations |
| ---------- | --- |
| Rise Air   | Fond-du-Lac, La Ronge (Barber Field), Points North Landing, Saskatoon, Stony Rapids, Uranium City, Wollaston Lake |

Édité le 06/04/2025